# Al Wabra
Al Wabra (eig. Al Wabra Wildlife Preservation; AWWP; arabisch محمية الوبرة الطبيعية, DMG maḥmiyyat al-Wabra aṭ-ṭabīʿiyya) ist eine zoologische Einrichtung in Katar. Sie ist weltweit bekannt für das Halten und die Züchtung vom Aussterben bedrohter Tierarten. Die Anlage ist weltweit einmalig.
Auf einer Fläche von 2,5 km² werden ca. 2000 Tiere gehalten, die von über 200 Mitarbeitern betreut werden.
Bei Al Wabra handelt es sich jedoch um keinen Zoo im eigentlichen Sinne, sondern um eine Sammlung von Tieren, ähnlich einer Sammlung von Bildern oder Antiquitäten. Es gibt daher auch kein tiergärtnerisches Konzept, da einzig und allein die Seltenheit das Aufnahmekriterium ist.

## Vogelkollektion
Zur Vogelkollektion gehören Hyazintharas, Leararas, Spixaras, Blaukopfaras, Blaulatzaras, Goldsittiche, Keas, Molukkenkakadus, Borstenkopf-Papageien, Helmkakadus, Rotschwanz-Rabenkakadus, Pfeifschwan, Kleiner Paradiesvogel, Königs-Paradiesvogel, Fadenhopf, Goldlaubenvogel, Perlhühner, Flamingos u. a.

### Spixara
Beim Spixara handelt es sich um eine der herausragenden Arten, die hier gehalten werden. Die Art gilt in der Natur als ausgestorben. In Gefangenschaft gibt es noch ca. 100 Exemplare. Zwei Drittel dieser Tiere leben in Al Wabra. Der Rest befindet sich bei der Loro-Parque-Stiftung auf Teneriffa, beim ACTP e.V. in Schöneiche bei Berlin, dem Zoo von São Paulo und einem Dutzend Tiere, die nicht Teil des Zuchtprogramms sind.
Im Jahr 2013 gelang es Tierärzten aus Gießen zum ersten Mal, Spixaras erfolgreich, mit einem an der Universität Gießen entwickelten Verfahren, künstlich zu besamen. Das erste aus der Befruchtung hervorgegangene Küken trägt den Namen „Neumann“, nach dem die Insemination durchführenden Arzt.

## Säugetiere
Hierzu gehören Gazellen und Antilopen sowie Raubkatzen, Primaten (Rothandtamarin, Zwergseidenäffchen, Zwergloris) und Stachelschweine.

## Eigentümer
Al Wabra ist für die Öffentlichkeit nicht zugänglich.
Eigentümer ist der Katarer Scheich Saud bin Muhammed Al Thani.  Dieser lebte in London und starb am 9. November 2014 völlig überraschend im Alter von 48 Jahren.

## Mitgliedschaften
Al Wabra ist Mitglied der EAZA (European Association of Zoos and Aquaria), der EAZWV (European Associaation of Zoo and Wildlife Veterinarians) und von Species 360 (ehemals ISIS).